# Rinchinnyamyn Amarjargal
Rinchinnyamyn Amarjargal (en mongol: Ринчиннямын Амаржаргал; nacido el 2 de febrero de 1961) es un miembro importante del Partido Democrático de Mongolia y fue primer ministro de Mongolia entre 1999 y 2000.
Nació en Ulán Bator, en la República Popular de Mongolia, y asistió al Instituto de Economía Nacional de Moscú, obteniendo un diploma en economía financiera en 1982. Entre 1981 y 1982 asistió a la Universidad Evening de Marxismo-Leninismo.
Posteriormente trabajó en el Comité Central de la Unión de Comercio de Mongolia. Enseñó en el Instituto Militar desde 1983 hasta 1990 y en la Universidad Técnica desde 1990 hasta 1991. Fue director del Colegio Económico de Mongolia desde 1991 hasta 1996. Entre 1994 y 1995 estudió en la Universidad de Bradford en West Yorkshire, Inglaterra y se graduó con una Maestría de Ciencia em Política y Planificación Macroeconómica. Durante su visita de estado a Inglaterra en marzo de 2000, la universidad le otorgó un doctorado honorario. En 2003 hizo una visita de investigación en el Instituto de Investigación Económica en la Universidad Hitotsubashi en Japón.
Amarjargal contribuyó al movimiento democrático en Mongolia, fue miembro fundador de la Unión Nuevo Progreso y del Partido Progreso Nacional. Ayudó en la unión de estos partidos con otros más para formar el Partido Nacional Democrático de Mongolia. Fue elegido al Gran Jural del Estado en 1996.
En abril de 1998 fue nombrado ministro de Exteriores en el gabinete de Tsakhiagiin Elbegdorj. En septiembre del mismo año casi fue nombrado primer ministro, luego de un acuerdo entre la coalición del gobierno y el Presidente, pero fue rechazado por el parlamento. Se mantuvo como ministro hasta que el gobierno de Elbegdorj finalizó en diciembre.
En 1999 fue nombrado presidente del Partido Nacional Democrático y fue nombrado primer ministro el 30 de julio y estuvo en el cargo hasta el 26 de julio de 2000, cuando el partido fue derrotado en las elecciones parlamentarias. 
En 2004 fue elegido al parlamento como candidato independiente.
Es fundador de la Fundación Amarjargal, una ONG dedicado a la transparencia y creada en 2001. 